# Lovenella haichangensis
Lovenella haichangensis is een hydroïdpoliep uit de familie Lovenellidae. De poliep komt uit het geslacht Lovenella. Lovenella haichangensis werd in 1983 voor het eerst wetenschappelijk beschreven door Xu & Huang. 